# Tidiane Ouattara
Pour les articles homonymes, voir Ouattara.
Tidiane Ouattara, né en Côte d'Ivoire, est un scientifique spatial ivoirien. Entre 2005 et 2006, il travaille à l’Agence spatiale canadienne en tant que conseiller.
En 2016 il rejoint la Commission de l’Union africaine en tant qu'expert spatial. Il est le coordinateur du Programme spatial africain, responsable de la mise en œuvre de la politique et de la stratégie spatiales africaines ainsi que la création et l'opérationnalisation de l'Agence spatiale africaine. 
En 2024 il devient le premier président du Conseil spatial africain, qui supervise la nouvelle Agence spatiale africaine.

## Biographie

### Origine et éducation
Tidiane Ouattara est né en Côte d'Ivoire. Il obtient d'abord une maîtrise en géographie physique de l'Université Félix-Houphouët-Boigny à Abidjan, puis une maîtrise en 1996 et un doctorat en télédétection et en systèmes d'information géographique (SIG) en 2001 au Canada à l'Université de Sherbrooke,.
Après ses études au Canada, il envisageait de rentrer en Côte d'Ivoire, mais très vite la Crise politico-militaire dans le pays le dissuade d'y retourner. Il reste alors au Canada et y travaille pendant plusieurs années.

## Carrière

### Début de carrière
De 1996 à 2001, Il commence à travailler comme enseignant, chargé de cours à l’Université de Sherbrooke, enseignant les disciplines scientifiques, la géopolitique africaine et les questions socioculturelles. Puis il travaille ensuite dans le secteur privé dans une autre ville du Canada, Montréal avant de rejoindre le gouvernement fédéral canadien en 2002.

### Au gouvernement fédéral canadien
Entre 2004 et 2006, Ouattara Tidiane est le conseiller du président de l'Agence spatiale canadienne. Il supervise l'observation de la Terre, la navigation et le positionnement, la robotique et les sciences spatiales, avec une concentration régionale sur l'Afrique, l'Amérique centrale et l'Amérique du Sud, et les Nations Unies,,. Il dirige également la délégation canadienne au Comité des Nations Unies pour les utilisations pacifiques de l'espace extra-atmosphérique (UNCOPUOS). 
Il rejoint par la suite le ministère des Ressources naturelles du Canada en 2006, où il reste jusqu'en 2010. Il avait auparavant travaillé dans la même organisation de 2002 à 2004. Durant cette période, il a occupe divers postes ; conseiller scientifique et politique du Programme canadien de modèles numériques d'élévation et chercheur en géomatique,.
De 2010 à 2016, il travaille au ministère de l’Environnement du Canada. Il est chargé de diriger la section de gestion des données géospatiales et a dirigé la section de planification et de coordination de l'évaluation du paysage et des écosystèmes au sein du Service canadien de la faune,.

### A l'Union Africaine
À partir de 2016, Tidiane Ouattara commence à travailler à la Commission de l’Union africaine en tant qu’expert scientifique spatial pour le Programme spatial africain et en tant que coordinateur du Programme de surveillance mondiale de l’environnement et de la sécurité (GMES & Afrique),,. Ses travaux portent sur les relations internationales, la recherche et le développement, l’élaboration de politiques stratégiques et la gestion de programmes dans les secteurs de l’environnement, des ressources naturelles, de la science et de la technologie,,.
En 2024, Il rejoint la Commission de l'Union africaine en tant qu'expert spatial. Il devient le coordinateur du Programme spatial africain, dirigeant la mise en œuvre de la politique et de la stratégie spatiales africaines ainsi que la création et l'opérationnalisation de l'Agence spatiale africaine,,.
Tidiane Ouattara est également président de l'Association des ivoiriens vivant en Éthiopie.

## Distinction
- 2023 : Prix national d'excellence (Côte d'Ivoire)[12],[13].